# Улица Карла Маркса (Симферополь)
Улица Ка́рла Ма́ркса — улица в центральном районе Симферополя. Названа в честь Карла Маркса. Общая протяжённость — 1,29 км.

## Расположение
Улица берёт начало от проспекта Кирова и вплоть до сквера Победы является пешеходной улицей. Длина пешеходной части около 400 метров. Заканчивается улица Карла Маркса переходом в бульвар Ленина (около железнодорожного вокзала) и пересекающейся улицей Павленко. Пересекается улицами Пушкина, Серова, Жуковского, Желябова, Толстого и переулком Галерейным. Пересечение улиц Пушкина и Маркса именуется жителями Симферополя «крестом».

## История

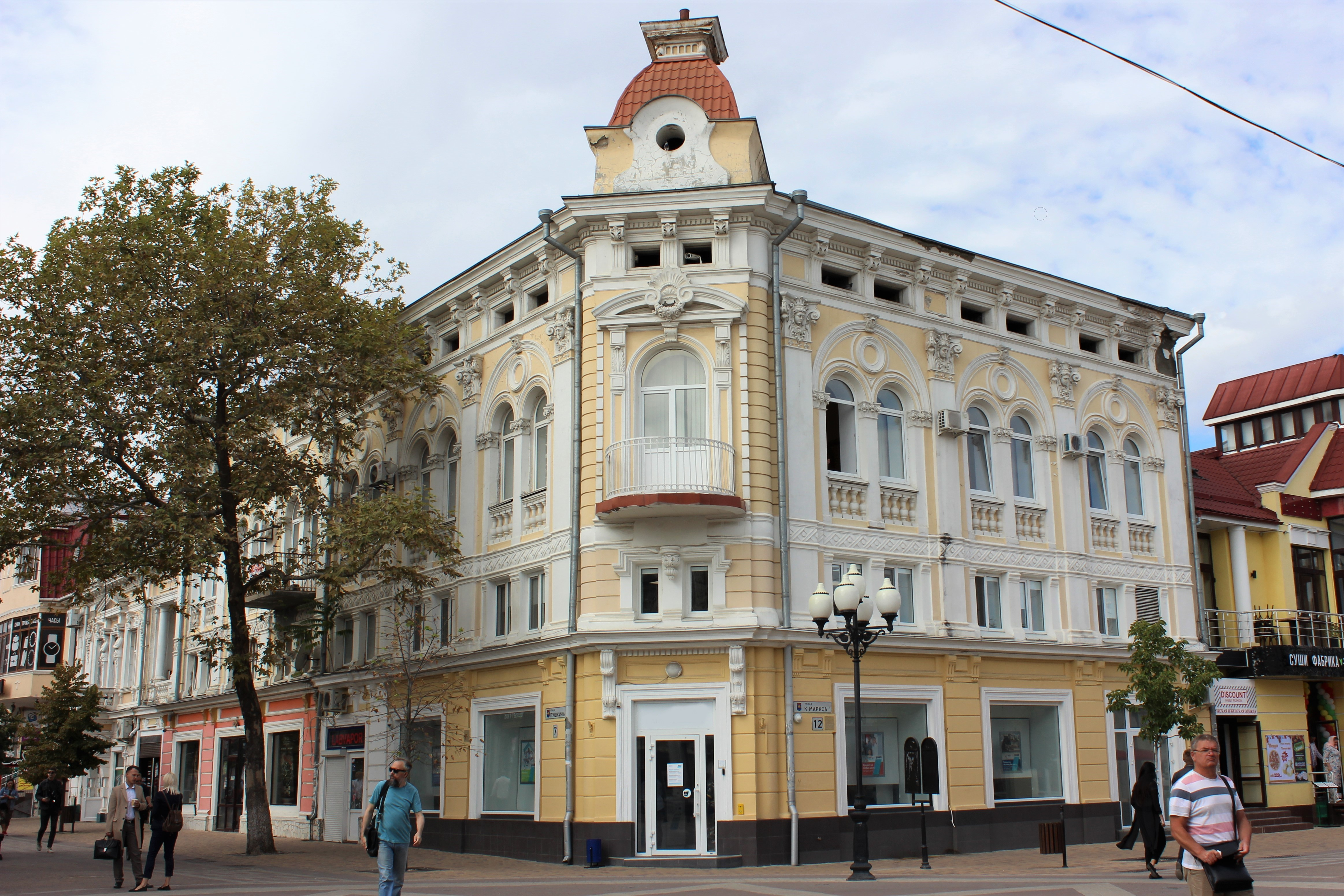
Дом Семерджиева на пересечении улиц Пушкина и Маркса (№ 7/12).

Во время появления Симферополя улица являлась северным въездом в город и именовалась «Дорогой на Перекоп». Очертания улицы были сформированы в соответствии с Генеральным планом города 1794 года, который предполагал деление кварталов города прямоугольной сеткой. Улицы должны были расходиться от Александро-Невского собора.
Первое зафиксированное имя данной улицы — Московская. Со временем на улице появились различные торговые здания, и она стала главной торговой улицей города. В первой половине XIX века на этой улице был возведён Странноприимный дом Таранова-Белозёрова (№ 28/10), который стал одним из первых монументальных строений Симферополя.
На месте современного здания крымского парламента (№ 18) располагалось полицейское управление и тюрьма. В связи с этим улица в 1839 году получила название «Полицейская». Двухэтажный каменный дом полиции (№ 22) построен в 1810 году. С 1869 года по 1909 год здание занимал Окружной суд Симферополя, а затем восьмилетняя школа № 8.
В честь открытия памятника Екатерины II в Симферополе городская дума 27 сентября 1890 года переименовала улицу Полицейскую в Екатерининскую.
До 1904 года улицы Симферополя не имели нумерации домов. Адреса обозначали именами владельцев и номером участка. Дом Семерджиева, например, имел 141 номер участка.

С 1914 года по территории улицы проходило трамвайное движение. Трамвайная ветка полностью исчезла в 1957 году.

Застройка Екатерининской улицы на рубеже XIX—XX веков
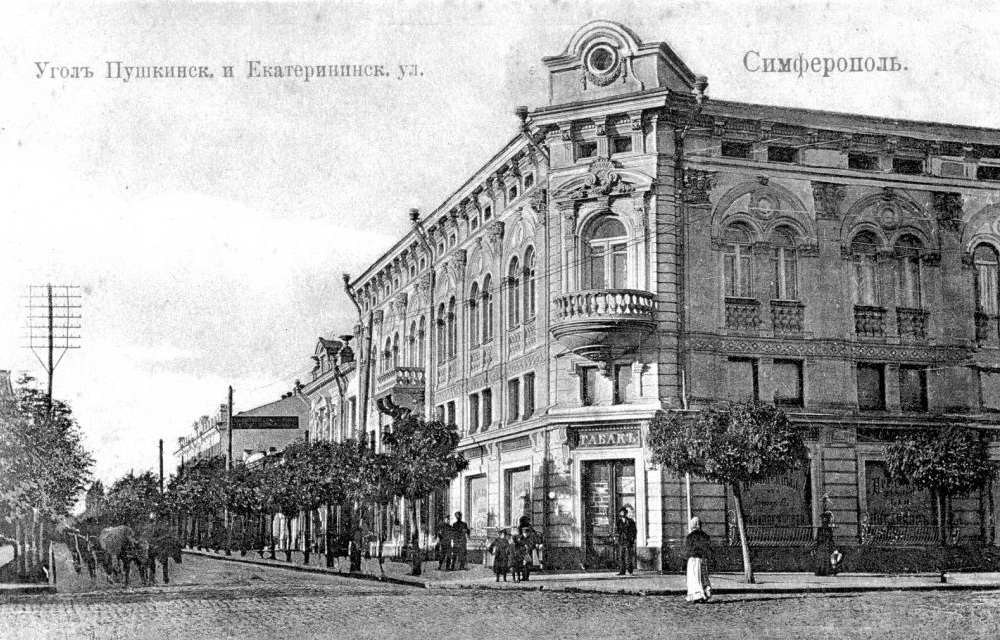
Угол Пушкинской и Екатерининской улиц (дом Семерджиева), ныне дом 12. Почтовая карточка 1900-х годов
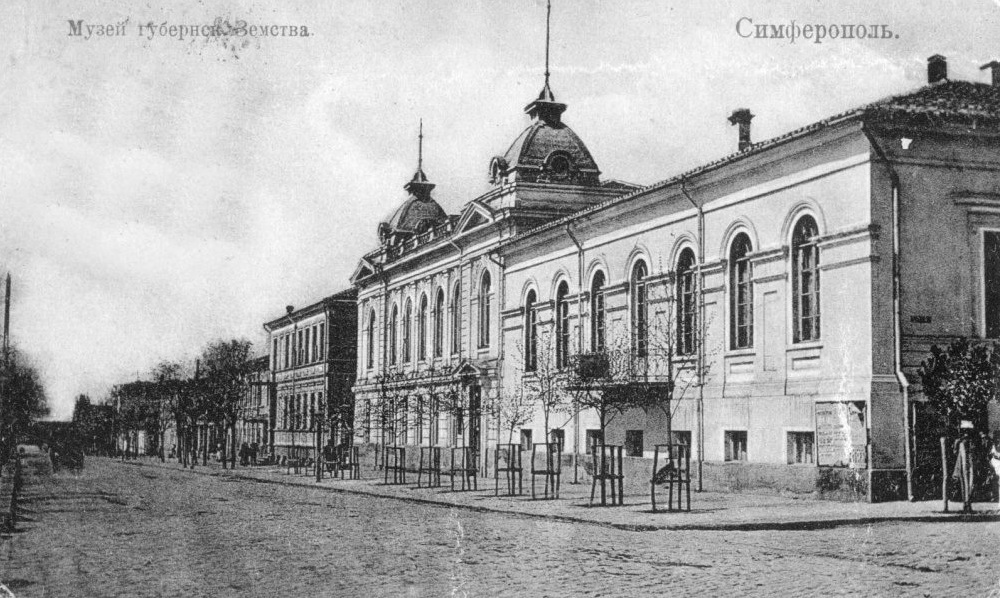
Музей губернского Земства (1895—1917). Ныне дом 17. Почтовая карточка 1900-х годов
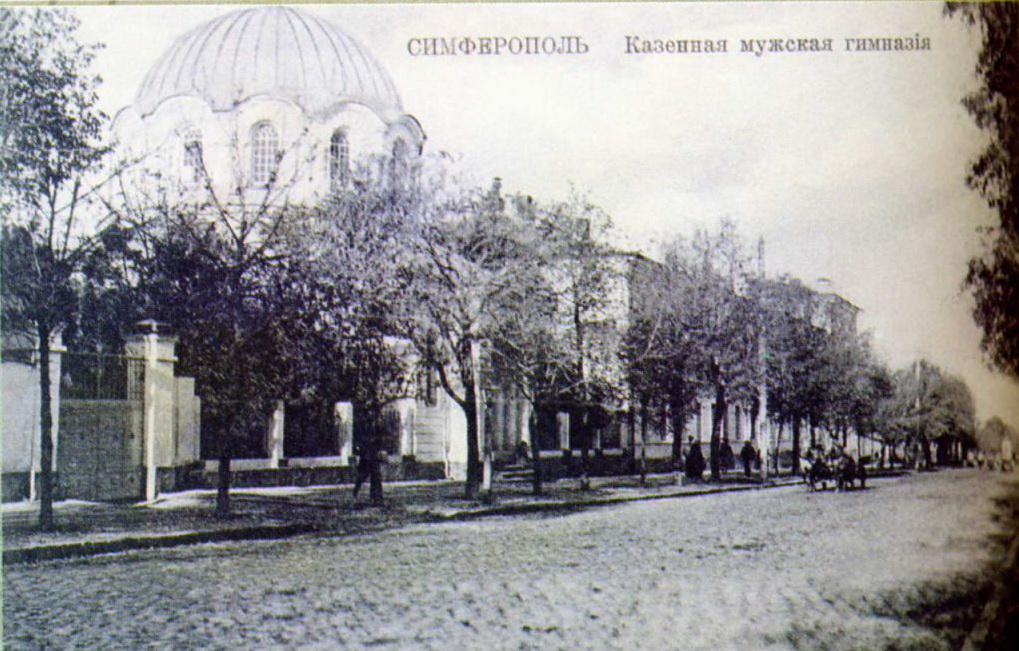
Церковь казённой мужской гимназии, ныне разрушена (корпус гимназии на заднем плане, ныне дом 32). Почтовая карточка 1900-х годов
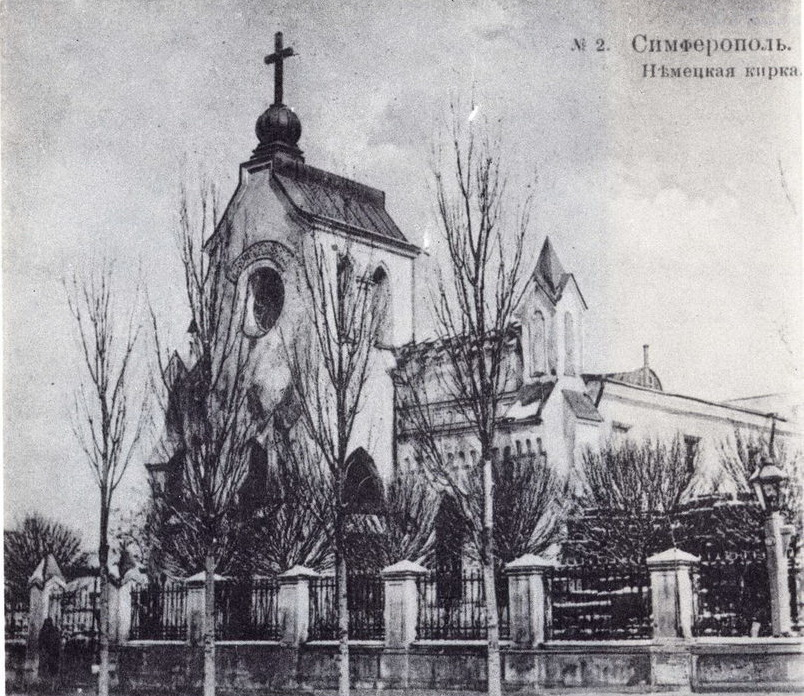
Немецкая Кирха, построена в 1840,  архитектор Эльсон Ф., закрыта в 1920, разрушена[12]. Почтовая карточка 1900-х годов
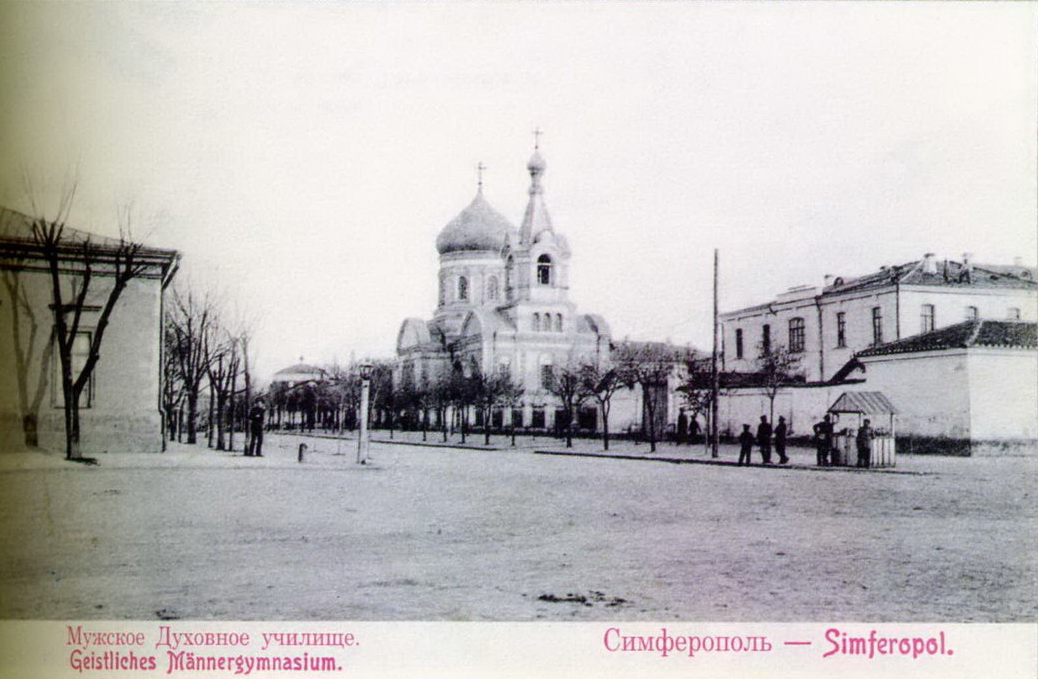
Церковь мужского духовного училища, разрушена, само здание училища, ныне дом 62, принадлежит МО РФ. Почтовая карточка 1900-х годов

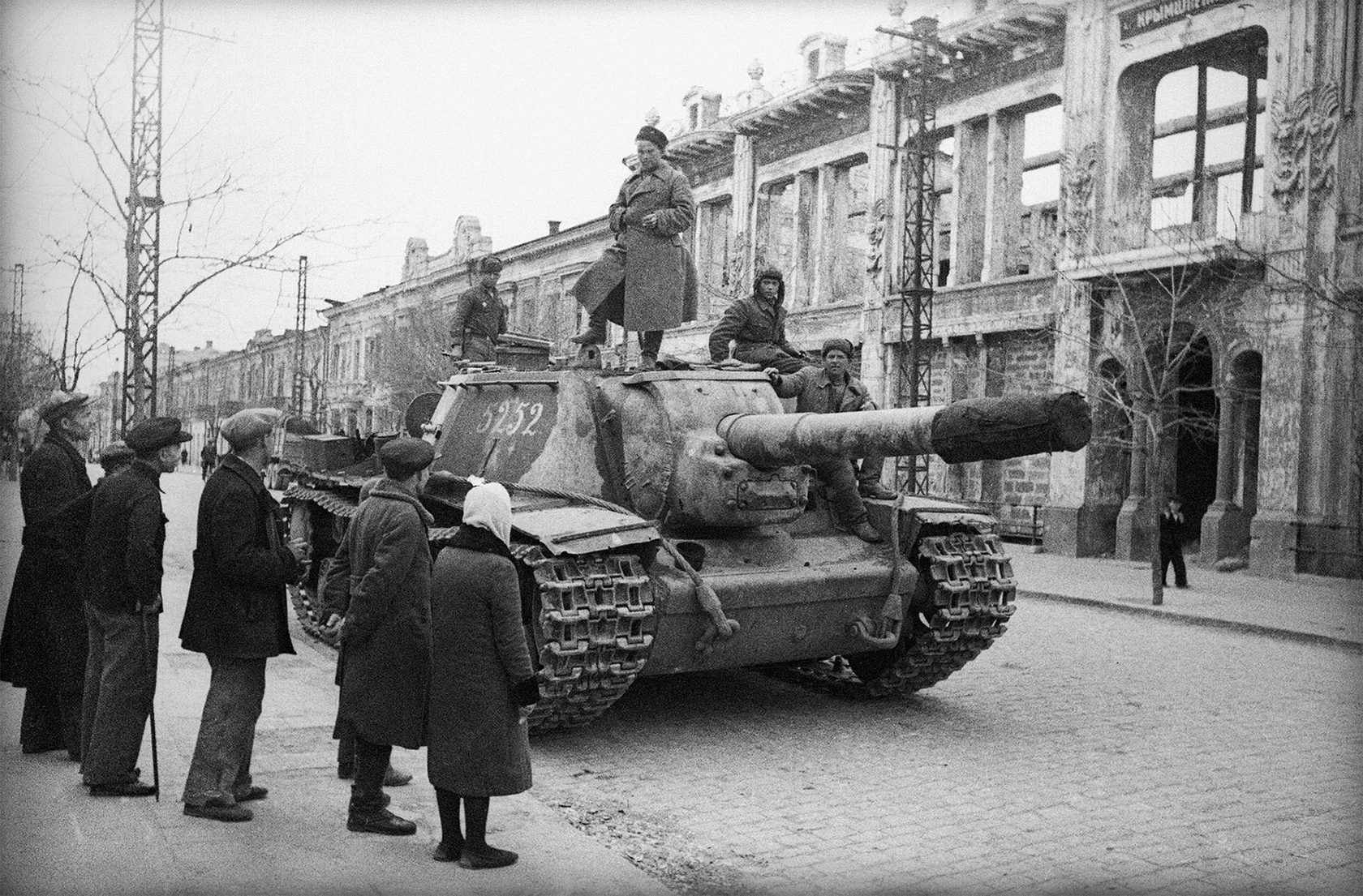
САУ СУ-152 1452-го самоходно-артиллерийского полка РГК 2-й гвардейской армии 4-го Украинского фронта на фоне разрушенного здания швейной фабрики, Фотохроника ТАСС, фото Е. Халдея

С приходом советской власти, в 1924 году улица была названа в честь Льва Троцкого, однако спустя четыре года была переименована в улицу имени Карла Маркса.

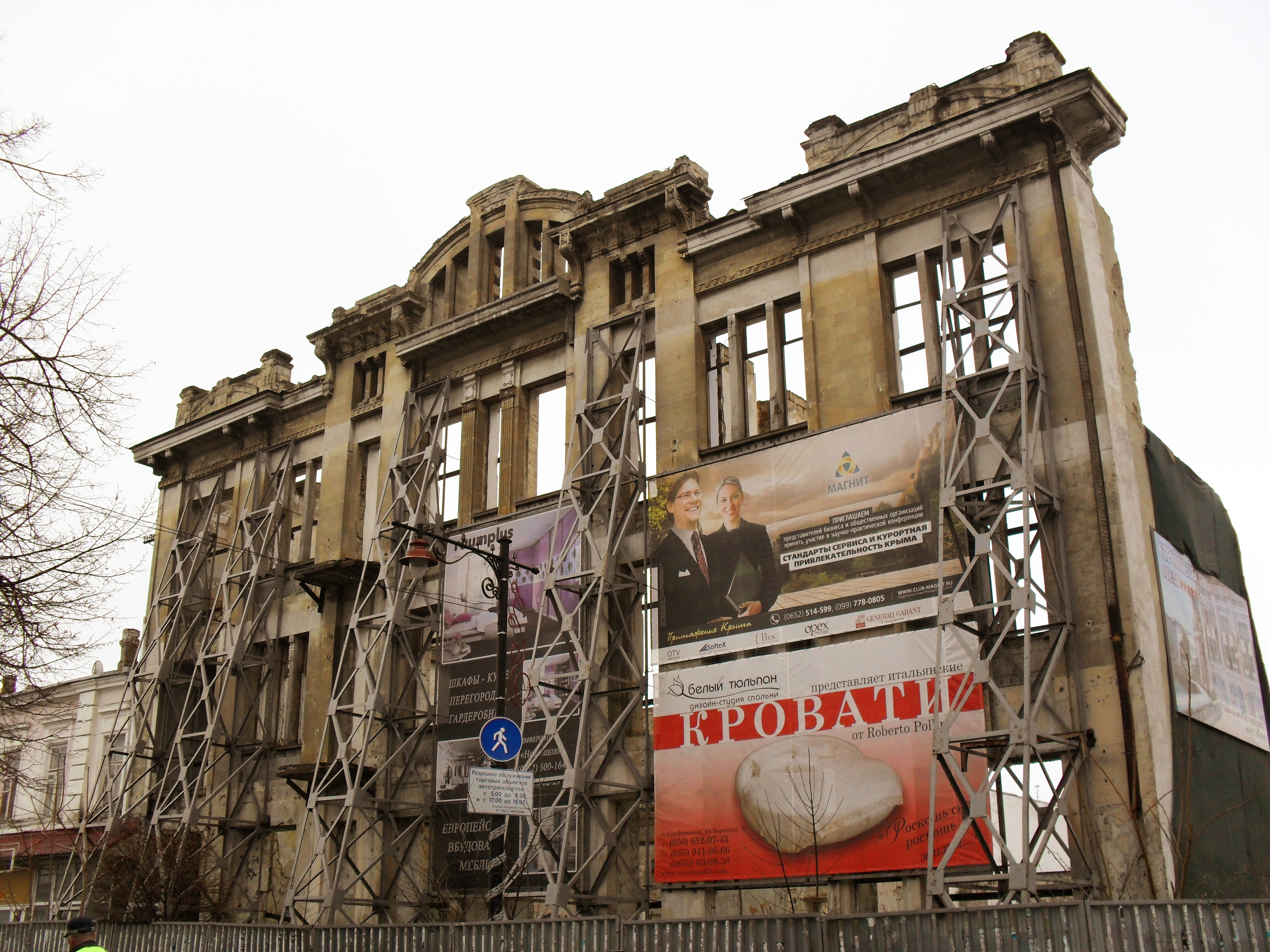
Разрушенный фасад гостиницы «Астория» (№ 16) в 2010 году. Здание полностью снесено в 2012 году

Во время Великой Отечественной войны Симферополь был оккупирован немцами, и улица называлась Хауптштрассе (нем. Hauptstraße), то есть главная улица. Коллаборационистская газета «Голос Крыма» писала 11 января 1942 года: "Названия улиц, напоминающие о большевистском режиме, будут постепенно отменены. Следующие улицы уже переименованы и снабжены соответствующими надписями: ... ... Ул. К. Маркса — Гауптштрассе — Главная"
В соответствии с планом, разработанным для Одиннадцатой пятилетки (1981—1985), предполагалось снести все здания по нечётной стороне улицы и построить на их месте высотные дома. Данный план в итоге реализован не был.

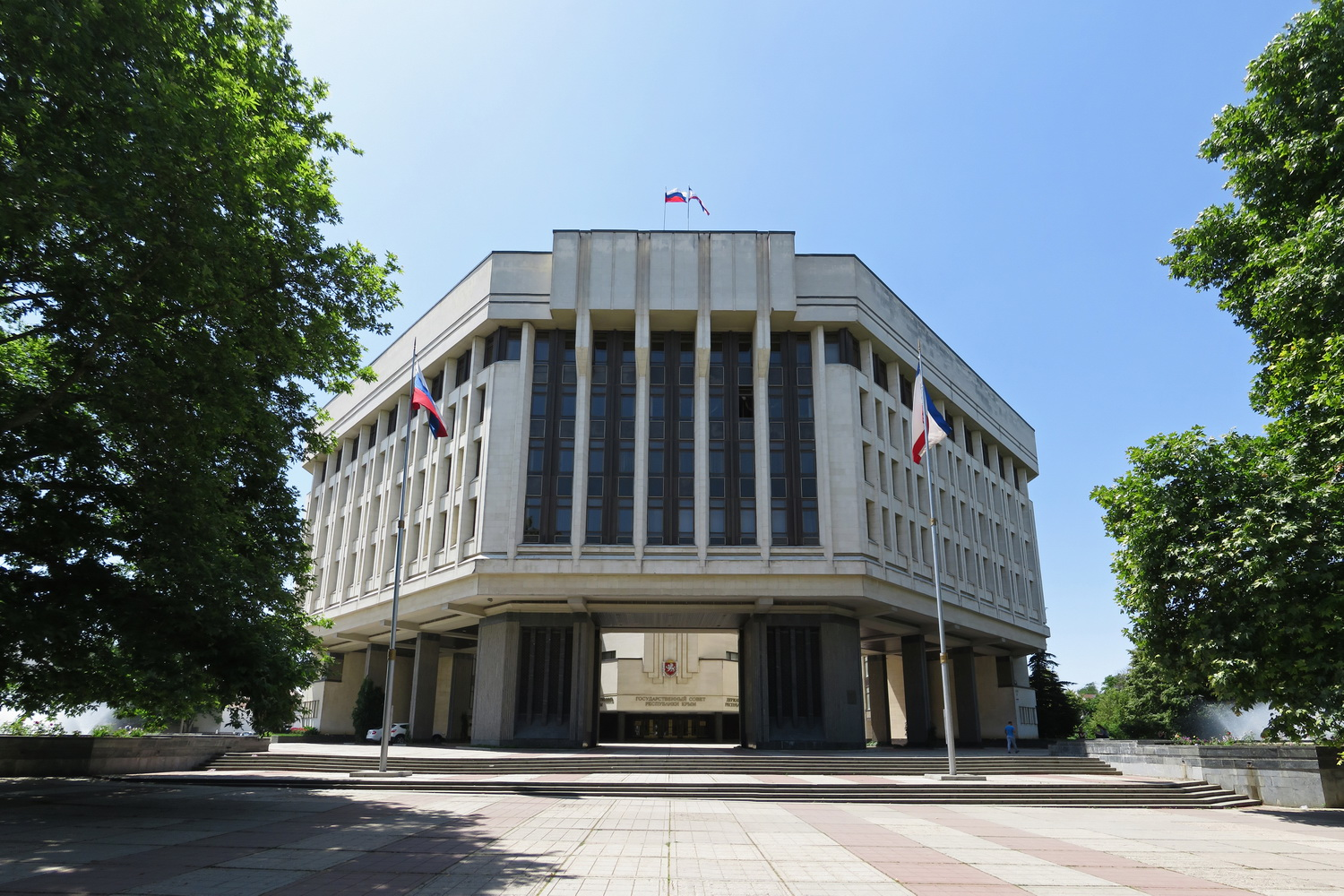
Здание парламента Крыма (№ 18).
2016 год

Летом 2012 года была разрушена лицевая сторона здания гостиницы «Астория» (№ 16). Стоимость работ составила 320 тысяч гривен. На месте гостиницы был открыт сквер Республики с фонтаном.
В 2013 году прошла реконструкция пешеходной части улицы.
После аннексии Крыма Россией власти Симферополя сообщали о возможном переименовании улицы Маркса в Екатерининскую. В апреле 2014 года на здании крымского парламента была установлена табличка, которая указывала историческое название улицы с подписью о том, что Государственный совет Республики Крым будет инициировать возвращение исторических названий улиц Симферополя. В дальнейшем неоднократно поднималась тема переименования улицы Симферополя, что вызывало негативную реакцию у членов Коммунистической партии.
В сентябре 2016 года началась реконструкция улицы Карла Маркса, которая должна была завершиться в начале следующего года. Стоимость работ составила 180 миллионов рублей. Качество выполненных работ неоднократно критиковалось жителями Симферополя. Во время ремонтных работ на улице должны были высадить клёны. В апреле 2017 года власти города подали иск на главного подрядчика, выполнявшего работы, общей суммой претензий в 26 миллионов рублей.
26 мая 2022 года на очередной сессии Симферопольского городского совета улица Карла Маркса была переименована в Екатерининскую улицу. Также решением горсовета установлен переходный период с 26 мая 2022 по 26 мая 2025 года, на протяжении которого будет употребляться двойное наименование улицы, а наименования «улица Карла Маркса» и «улица Екатерининская» будут считаться идентичными.

## Здания и сооружения

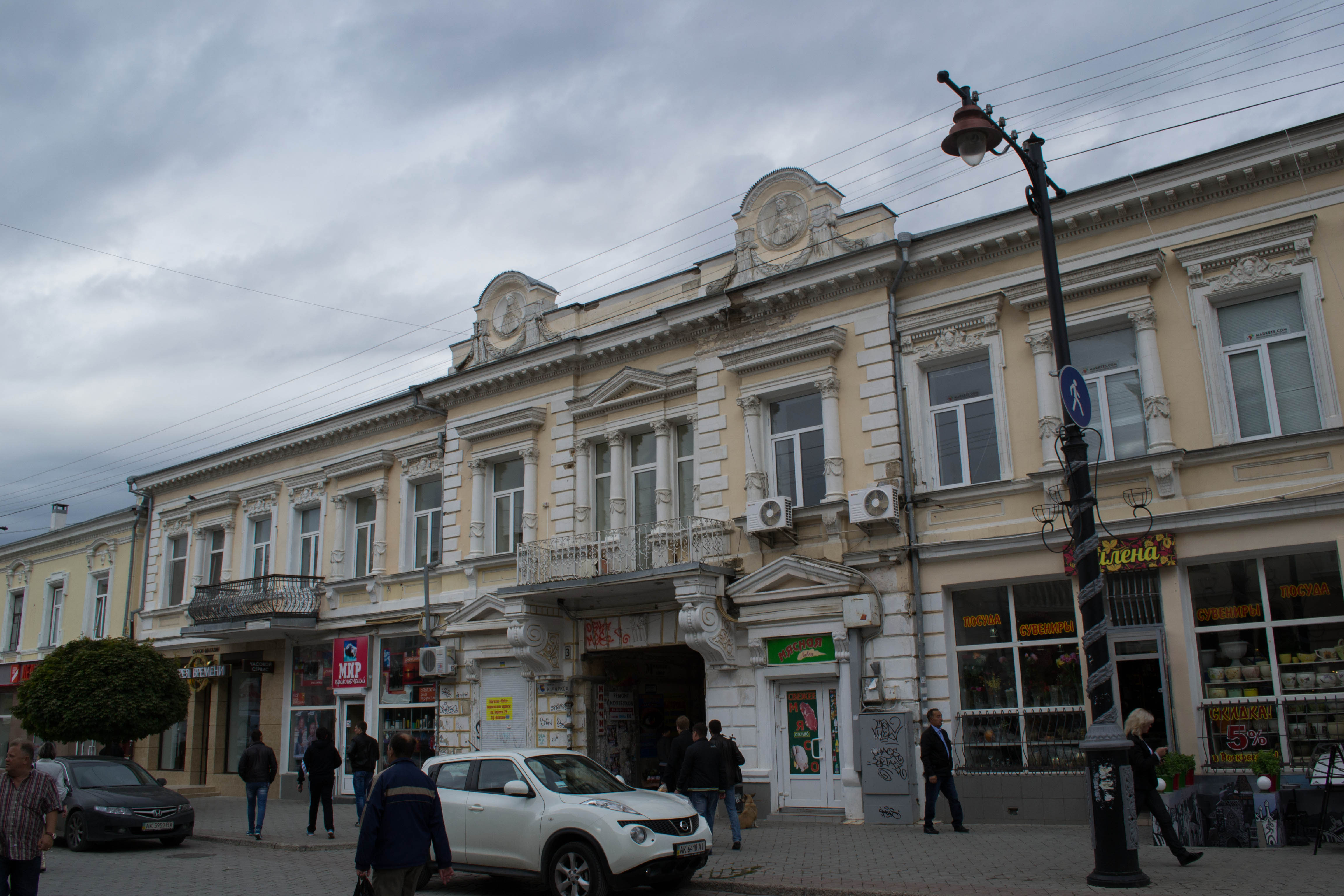
Доходный дом Хаджи (№ 3). 2013 год

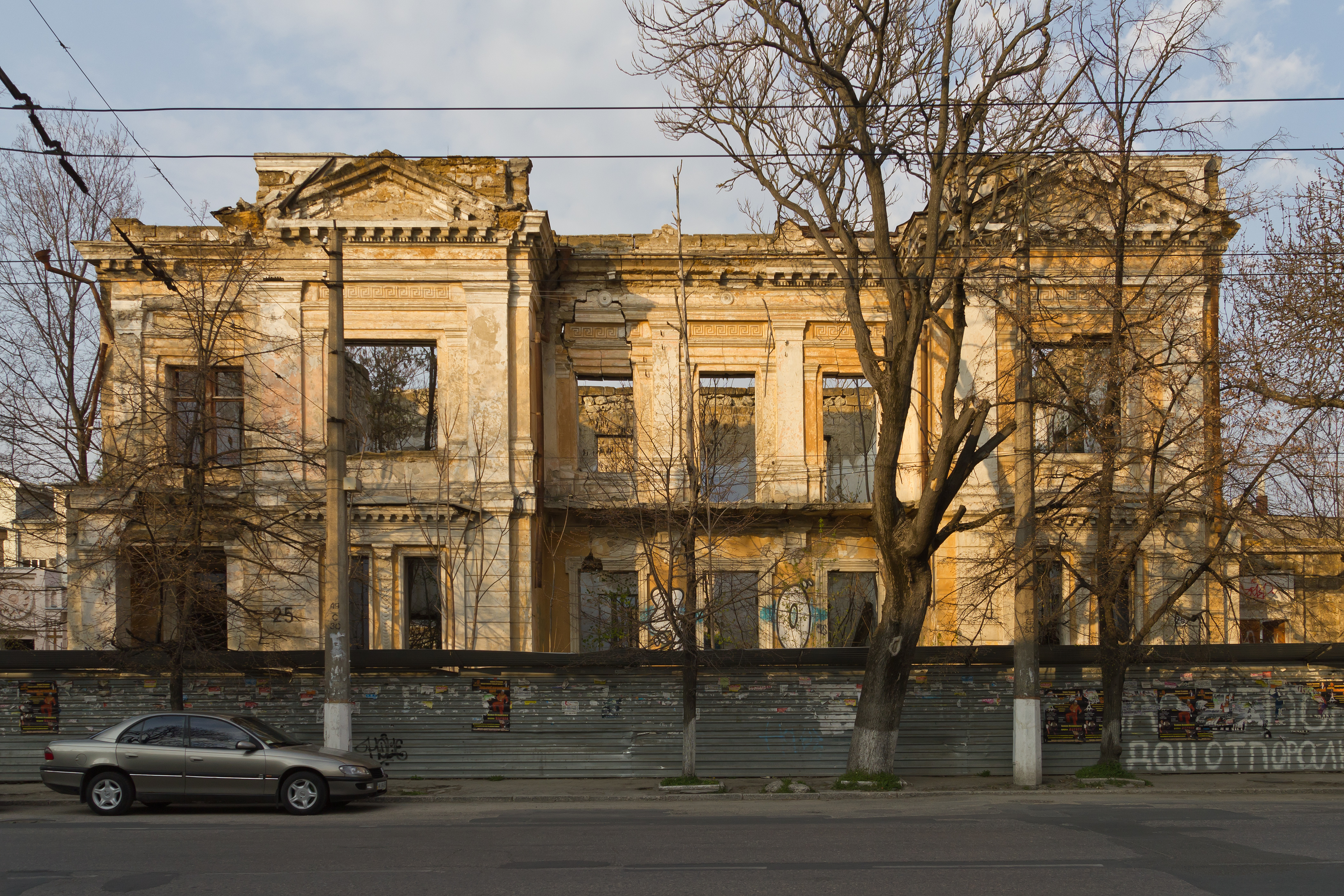
Фасад разрушающегося дома Арендтов (№ 25). 2014 год

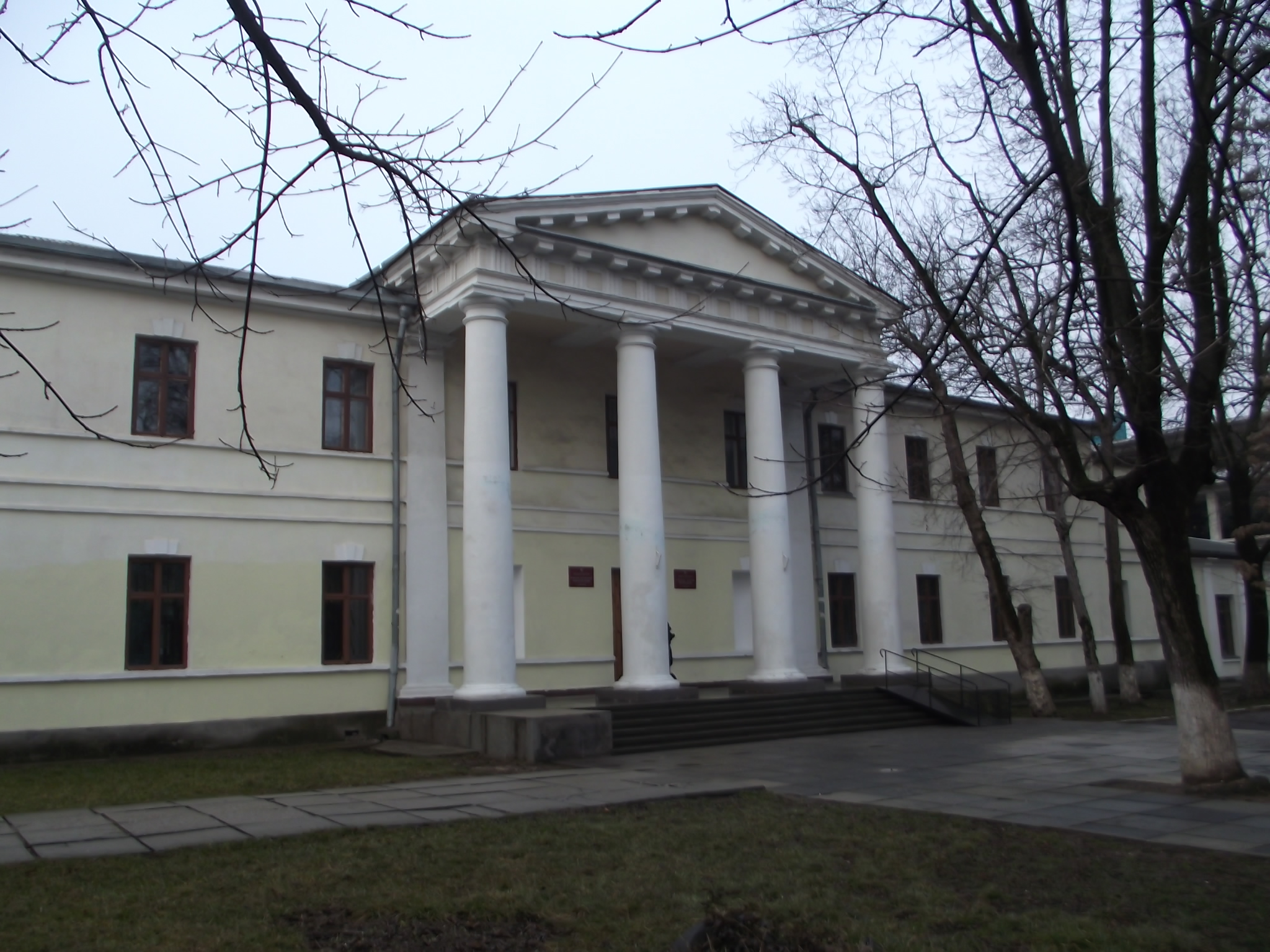
Странноприимный дом Таранова-Белозёрова (№ 28/10). 2014 год

- № 1 — первоначально аптека гласного городской думы Бориса Бухштаба. С 1913 году здание занимал кинотеатр «Трианон», позже — «Метрополь». Во время Великой Отечественной войны здание было разрушено и восстановлено в 1954 году. После этого оно функционировало как универмаг, а с 1965 года как магазин «Детский мир». В настоящее время, по состоянию на 2018 год, помещение занимает магазин «Вольтмарт»[31].
- № 3 — первоначально доходный дом Я. А. Хаджи. С 1908 года по 1915 год в здании располагалась на правах аренды Симферопольская мужская гимназия Свищева[32]. Внесён в реестр памятников архитектуры Министерства культуры и туризма Украины[33]. В настоящее время, по состоянию на 2018 год, помещение занимают различные магазины.
- № 5 — первоначально доходный дом И. С. Черкеса. Построен в конце XIX века. В здании функционировала школа рисования и живописи художника Парижской академии Г. И. Тосунова[34]. Внесён в реестр памятников архитектуры Министерства культуры и туризма Украины[33]. В настоящее время, по состоянию на 2018 год, помещение занимают различные магазины.
- № 6 — первоначально доходный дом Фридриха Попе. Построен во второй половине XIX века. На первом этаже здания был открыт колбасный магазин, где продавались товары, произведённые на заводе Попе. С 1902 года в здании функционировал магазин одежды Льва Зусмана. В январе-апреле 1918 года тут располагался комиссариат по продовольствию города. Начальник комиссариата П. Р. Глазов был убит толпой, недовольной состоянием социально-экономической обстановкой в городе. С апреля по июнь 1919 года здание занимала городская продовольственная управа и городской продовольственный комиссариат. В 1920-х — 1950-х года в помещении располагалось редакция газеты «Красный Крым» (с 1952 года — «Крымская правда»)[35]. В настоящее время, по состоянию на 2018 год, помещение занимают ювелирный магазин и аптека.
- № 7 — первоначально доходный дом Франца Шнейдера. В здании в разное время располагались мебельные магазин «Россия» и модно-галантерейный магазин братьев Глуховых. С 1905 года к зданию было пристроен магазин часов купца 2 гильдии Ш. X. Крепса. В 1916 году здание было переоборудовано в гостиницу с рестораном. Во время гражданской войны здание занимали штабы военных частей. В 1919 году здесь был расположен штаб Заднепровской дивизии (командующий Павел Дыбенко). Затем здание занимала гостиница «Южная»[36]. Здание внесено в реестр памятников архитектуры Министерства культуры и туризма Украины[33]. В настоящее время, по состоянию на 2018 год, помещение занимают различные магазины.
- № 12 — трёхэтажный угловой дом Семерджиева конца XIX. После гражданской войны здание занимал Дом инвалидов, в котором проживали военнослужащие Красной армии и политкаторжане[37]. В здании находится фотоателье, которое функционирует там в течение более ста лет[38]. В настоящее время, по состоянию на 2018 год, помещение занимает отделение банка РНКБ.
- № 13[39] — Крымский дом художника. Построен в XIX века в качестве статистического бюро губернской земской управы. 5 мая 1901 года около здания состоялась первая политическая демонстрация социалистов с лозунгами на русском и идише. После Великой Отечественной войны здание было перестроено и функционировала уже как главпочтамт, а в 1982 году его занял Союз художников Крыма как свой выставочный зал[40][41].
- № 17 — здание симферопольского районного суда.
- № 18 — здание парламента Крыма. Строительство здания началось в 1980 году и продолжалось в течение восьми лет. От жителей Симферополя здание получило название «Пентагон» из-за схожести со штаб-квартирой Министерства обороны США[5][42].
- № 25 — двухэтажный дом, построенный на средства Андрея Арендта. В 1998 году был отдан Республиканским комитетом по делам межнациональных отношений и депортированных граждан для создания Республиканского крымскотатарского музея искусств. Проект реконструкции здания предполагал 380 тысяч долларов, из которых 130 тысяч долларов выделялось на выселение жильцов из восьми квартир. Во время реставрации была разобрана крыша, после чего строительство было остановлено из-за финансово-организационных причин. С этого времени здание продолжает разрушаться[43].
- № 28 — Странноприимный дом Таранова-Белозёрова. Двухэтажное здание в стиле русского классицизма. Сейчас в здании располагается Крымский медицинский колледж.
- № 32 — двухэтажное здание Симферопольской мужской казённой гимназии. Сейчас в здании располагается Гимназия № 1 имени И. В. Курчатова.
- № 62 — штаб Центра Войск береговой обороны ВМС Украины в Симферополе (в/ч А2542). Во время аннексии Крыма Россией 28 февраля 2014 года российские военные без опознавательных знаков расположились в непосредственной близости от штаба[44]. В марте 2014 года часть перешла под контроль военнослужащих Российской Федерации[45].

## Памятники и скульптуры
- Памятник «Сергий Радонежский — собиратель земли русской» — открыт в сквере имени Сергия Радонежского (угол ул. К. Маркса и Жуковского) 6 июня 2014 года в честь 700-летия со дня рождения преподобного Сергия Радонежского. Памятник выполнен из гранита и бронзы. Освящение памятника совершил митрополит Симферопольский и Крымский Лазарь. На открытии присутствовали спикер Госдумы Сергей Нарышкин и председатель Госсовета Республики Крым Владимир Константинов[46].
- Памятник вежливым людям — установлен летом 2016 года на месте гостиницы «Астория» в сквере Республики. Памятник посвящен «Вежливым людям» и изображает военного с автоматом, смотрящего на девочку, протягивающую ему букет цветов, и находящегося у его ног кота[47][48].
- «Йошкин кот» — скульптурная композиция была открыта 2 июня 2018 года в сквере перед домом № 2. Это подарок Симферополю от Йошкар-Олы к Дню города, памятник — точная копия кота, украшающего столицу Марий Эл[49].
- «Чижик-Пыжик» — скульптурная композиция, установленная во время празднования Дня города 1 июня 2019 года напротив «Йошкина кота», является подарком властей Санкт-Петербурга. Представляет собой бронзовую фигурку птички на постаменте и стул рядом с ней[50].

## Транспорт
По проезжей части улицы Карла Маркса проходит движение маршрутных такси № 26 и 94.